# みやじま (掃海艇・2代)
みやじま（ローマ字：JS Miyajima, MSC-690）は、海上自衛隊の掃海艇。すがしま型掃海艇の10番艇。艇名は宮島に由来する。はつしま型掃海艇「みやじま」に次いで日本の艦艇としては2代目である。
本記事は、本艇の艦暦について主に取り扱っているため、性能や装備等の概要についてはすがしま型掃海艇を参照されたい。

## 艦歴
「みやじま」は、平成13年度計画掃海艇390号艇として、USC京浜事業所鶴見工場で2002年5月28日に起工され、2003年10月10日に進水、2005年2月9日に就役し、掃海隊群第1掃海隊（呉）に編入された。
2009年10月29日午後11時56分頃、伊予市豊田港沖の伊予灘で錨泊中、伊予市上灘漁協所属の底引き網漁船長栄丸(4.99T)に衝突された。本艇は艇首を損傷した。
2011年3月11日に発生した、東北地方太平洋沖地震（東日本大震災）の災害派遣に参加。発災時にはシンガポールで実施予定の合同訓練に参加するため沖縄の勝連に停泊中で、緊急出港して被災地に向かった。3月30日午前9時50分、艦載艇で津の宮地区に缶詰284個、乾電池444個、消毒薬20個を輸送した。午後1時40分、艦載艇で波伝谷地区に灯油72リットル、缶詰432個、乾電池70個、その他日用品を輸送した。
同年7月14日から7月26日、平成23年度機雷戦訓練及び掃海特別訓練に参加。
2014年6月20日から6月29日、硫黄島周辺海域で平成26年度実機雷処分訓練に参加。
同年11月20日から11月30日、日向灘掃海特別訓練に参加。
2015年2月1日から2月10日、伊勢湾で平成26年度機雷戦訓練に参加。
同年7月18日から7月30日、陸奥湾で平成27年度機雷戦訓練及び掃海特別訓練に参加。
2016年7月1日、掃海隊群の改編により、同日付で新編された第3掃海隊（呉）に編成替え。
同年11月20日から11月30日、日向灘でアメリカ海軍との機雷戦訓練及び掃海特別訓練に参加。
2018年7月18日から7月30日、陸奥湾にて機雷戦訓練及び日米印共同掃海特別訓練を実施する。
2021年5月27日、来島海峡西方海域で発生した貨物船「白虎」沈没に伴う捜索支援のため災害派遣。同年5月28日から6月1日までの間、潜水艦隊第2潜水隊群の潜水艦救難艦「ちよだ」、第3掃海隊の掃海母艦「ぶんご」及び第42掃海隊の掃海艇「つのしま」、海上自衛隊第24航空隊（小松島）のSH-60J×1機と共に捜索活動を実施。
2023年11月29日、屋久島沖米軍オスプレイ墜落事故に伴い自主派遣。墜落から約2時間55分後の17時33分に呉を出港。翌11月30日の19時45分に現着し、以後、同じく自主派遣された艦艇や自衛隊部隊、海上保安庁などと共に12月4日まで捜索救難活動に従事。機体の一部などを発見揚収するなどした。
2025年3月12日、呉地方隊阪神基地隊隷下の第42掃海隊に編成替え。